# Kajetan Mérey
Kajetan Mérey von Kapos-Mére (* 16. Jänner 1861 in Wien; † 2. Februar 1931 in Wien) war ein österreichisch-ungarischer Diplomat vor und während des Ersten Weltkrieges.

Kajetan Mérey von Kapos-Mére

## Leben
Kajetan war der Sohn der Pianistin und Komponistin Emma Mérey von Kapos-Mere, geb. Freiin von Staudach (1834–1862) und des hohen Verwaltungsbeamten und Bankfachmanns Alexander von Mérey (1834–1927). Er besuchte die Theresianische Militärakademie, wurde 1883 als Einjährig-Freiwilliger Leutnant der Reserve und legte 1885 die Diplomatenprüfung ab. Mérey arbeitete in den Gesandtschaften des k.u.k. Ministeriums des Äußeren in Belgrad (1885), Bukarest (1886), später als Legationssekretär in Paris (1891–1893) und Konstantinopel (1893–1895). 1895 wurde er als Sektionsrat von Außenminister Gołuchowski zur Leitung von dessen Kabinett berufen. Auf der internationalen Haager Friedenskonferenz 1899 vertrat er die Donaumonarchie als zweiter Delegierter. Von Außenminister Aehrenthal als Kabinettschef im November 1901 enthoben, vertrat er die Monarchie auch bei der Haager Friedenskonferenz von 1907, diesmal als erster Bevollmächtigter.

### Botschafter in Rom
Am 4. März 1910 trat er den wichtigen Posten als Botschafter beim Verbündeten Italien in Rom, am „Quirinal“ an. Zwar ein hervorragender Verwaltungsbeamter, fehlte ihm jedoch die diplomatische Geschicklichkeit, um gegen die „Agonie des Dreibundes“ etwas auszurichten. Er führte dabei eine sehr offene, wie Premierminister Giovanni Giolitti kritisierte, sogar „unverschämte“ Sprache. Dadurch erwarb er sich in Rom keine Freunde. Er wurde als „arbeitsam und sorgfältig, aber auch lästig und pedantisch“ empfunden, als „Österreicher alten Schlages, der Italien verachtet“. Auch als taktloser, humorloser Bürokrat wurde Mérey kritisiert. Dabei war er ein selbständig denkender Mann, mit scharfem, oft treffendem Urteilsvermögen. In Wien trat er sogar mehrmals für italienische Interessen ein, da man nicht mit einem Verbündeten zusammenarbeiten könne, dessen Öffentlichkeit man gleichzeitig durch Schikanen gegen die italienische Bevölkerung Österreichs aufbringe. Insbesondere die italienfeindliche Politik von Generalstabschef Conrad kritisierte er und verbot jegliche Militärspionage in seiner Botschaft.
Während des Ersten Balkankrieges sah Mérey in der deutsch-britischen Annäherung die „weitaus interessanteste und wichtigste Erscheinung“ in den in der Diplomatie dieser Zeit. Die Konflikte mit Italien wegen der albanischen Frage konnte er nicht entschärfen. Als sich die Lage in der Julikrise verschärfte, erlitt er einen Nervenzusammenbruch und wurde ab 12. August durch Karl Macchio als Sondergesandten vertreten. Zuvor hatte er noch dem italienischen Außenminister gegenüber, der alle Kompensationen, die Italien in Afrika, Albanien oder Frankreich erhalten könne, als unannehmbar bezeichnet und das „Wort Trentino“ direkt ausgesprochen hatte, dies als „Zumutung“, „auf das allerenergischste zurückgewiesen“.
Zurück in Wien war Mérey, nachdem seine Gesundheit wiederhergestellt war, unter den hohen Beamten die im Auftrag von Außenminister Leopold Berchtold Denkschriften zu den Kriegszielen des Reiches entwarfen.
Er schrieb in seinem Memorandum vom 15. Dezember 1914 vom Drang nach Osten, der „dem Bedürfnisse reich bevölkerter, kulturell und wirtschaftlich hoch entwickelter Staaten“ entspräche, „ihren Überschuß an Bevölkerung, Kultur und Produkten an den in dieser Hinsicht tiefer stehenden und daher aufnahmefähigen Osten abzugeben“. Dennoch war er, neben der Abtretung des Kohlengebietes von Petrikau durch Russland, nur für einen Gebietstausch von Teilen Ostgaliziens und der Bukowina, gegen kongresspolnische Gebiete. Bei Serbien befürwortete er nur eine „Grenzregulierung“ (die Mačva und Šabac) und lehnte die Erwerbung von Belgrad, aber auch des Lovćen ab.
Am 12. Jänner 1915 wurde er, immer noch offiziell Botschafter, wieder nach Rom entsandt, um Maccio bei der Verhinderung des drohenden italienischen Kriegseintritts zu unterstützen.

### Wien und Brest-Litowsk
Nach dem Kriegseintritt Italiens am 23. Mai 1915 ging Mérey als Referatsleiter für Italien zurück an den Ballhausplatz. In dieser Funktion klagte er am 10. Dezember 1916 gegenüber dem deutschen Botschafter Wedel: „Mit Deutschland geht es uns ähnlich wie mit dem Vatikan. Wir sind die artigen treuen Kinder, wir brauchen weniger berücksichtigt werden als unsichere Kantonisten. Das galt in bezug auf Italien und in letzter Zeit auch auf Bulgarien.“
Er betonte die Notwendigkeit eines serbischen und eines albanischen Pufferstaates, um der „bulgarischen Habgier“ einen Damm zu setzen.

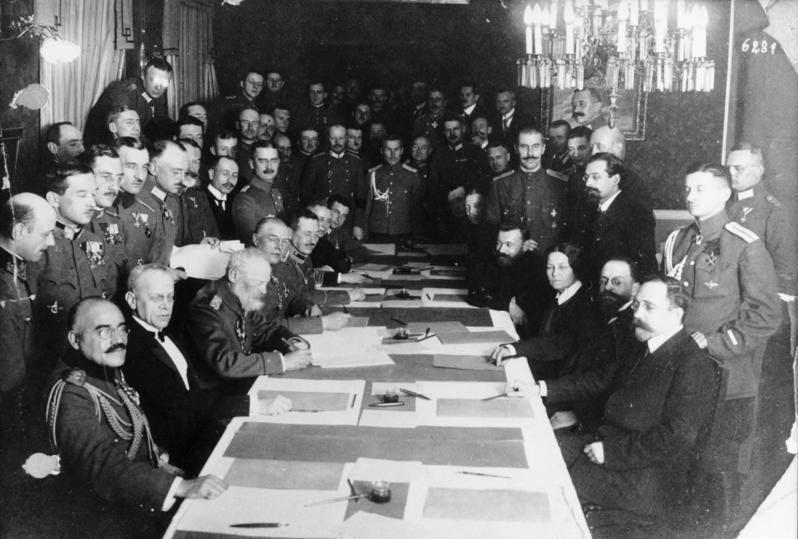
Mérey (in der linken Reihe, zweiter von links, am Tisch sitzend) bei der Unterzeichnung des Waffenstillstandsabkommens zwischen Deutschland und seinen Verbündeten und Russland am 15. Dezember 1917 in Brest-Litowsk.

Am 8. September 1916 erhielt er das neu geschaffene Kriegskreuz für Zivilverdienste 1. Klasse. Im März 1917 bei Verhandlungen bezüglich der Zukunft des eroberten Rumäniens entwarf Mérey ein Gegengutachten zu Außenminister Czernins annexionistischen Plänen, indem er auf die Gefahr hinwies, dass durch die neuen österreichischen Annexionswünsche die Deutschen ihre Kriegszielforderungen noch steigern würden. Die Monarchie wolle auch bei günstigem Kriegsausgang keine Eroberungen machen: „Niemand verlangt danach, und was sollen wir damit?“ Sie sind für den Vielvölkerstaat völlig unverdaulich und vermehren nur die inneren Schwierigkeiten. Man sollte auch keine Eifersucht auf Deutschland zeigen, das nicht nur absolut, sondern auch relativ in diesem Krieg mehr geleistet hat als die Monarchie. Es hätte daher auch Anspruch auf größeren Erfolg. Annektiere die Monarchie jetzt größere Teile Rumäniens, werde Deutschland geradezu genötigt, auch seinerseits große Annexionen zu verlangen und dadurch den Verständigungsfrieden unmöglich zu machen. Andererseits verfocht er im November 1917 noch die austro-polnische Lösung und bezeichnete eine übermäßige Abtrennung polnischen Gebiets an Deutschland als damit unvereinbar. Außerdem stellte er gegenüber General Ludendorff und Vizekanzler Helfferich klar, dass nur eine Personalunion Polens mit Österreich nicht genüge, vielmehr müsse das Land in politischer, militärischer und wirtschaftlicher Beziehung den Anschluss an Österreich-Ungarn vollziehen.
In den Verhandlungen über den Frieden von Brest-Litowsk übernahm er als Bevollmächtigter wieder eine diplomatische Mission. Kaiser Karl verlieh ihm dafür am 11. März 1918 das Kriegskreuz für Zivilverdienste 1. Klasse mit Brillanten, eine Auszeichnung, die er als einziger überhaupt erhielt. Am 2. November 1918 trat Mérey zurück.